# HD 70642
HD 70642 ist ein 94,6 Lichtjahre von der Erde entfernter Gelber Zwerg mit einer Rektaszension von 08h 21m 28s und einer Deklination von −39° 42' 19". Er besitzt eine scheinbare Helligkeit von 7,18 mag. Im Jahre 2003 entdeckte Brad D. Carter einen extrasolaren Planeten, der diesen Stern umkreist. Dieser trägt den Namen HD 70642 b.